# Saint-Aubin-de-Terregatte
Saint-Aubin-de-Terregatte é uma comuna francesa na região administrativa da Normandia, no departamento Mancha. Estende-se por uma área de 21,11 km². Em 2010 a comuna tinha 690 habitantes (densidade: 32,7 hab./km²).